# Lymeon adultus
Lymeon adultus là một loài tò vò trong họ Ichneumonidae.